# Administrátor excurrendo
Administrátor excurrendo (dojíždějící duchovní správce, latinsky doslovně „vyjíždějící administrátor, správce“) je označení pro kněze pověřeného správou i jiné než své domovské farnosti (jedné nebo často i více). V zemích, kde je nedostatek kněží, jako například v České republice, je tento jev, kdy má jeden kněz na starosti více farností, naprosto běžný.

## Farní obvod
Domovská farnost spolu s farnostmi spravovanými excurrendo se nazývají farním obvodem nebo řidčeji farní kolaturou.